# Realismo neoclássico

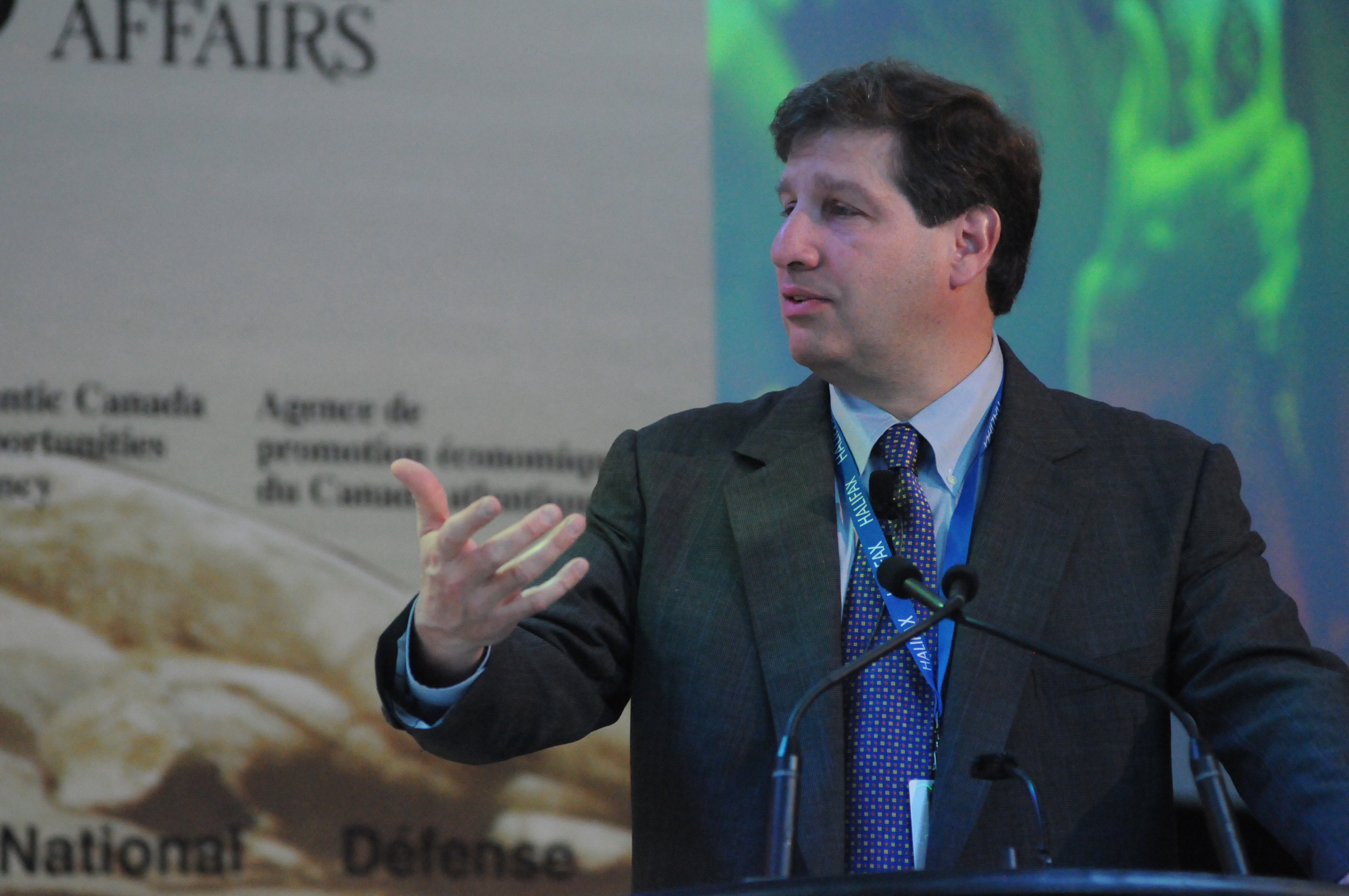
Gideon Rose

O Realismo Neoclássico é uma teoria nas relações internacionais. É uma combinação das teorias do realismo com o neorrealismo (particularmente realismo defensivo).
O Realismo Neoclássico sustenta que as ações de um Estado no sistema internacional podem ser explicados por variáveis sistêmicas (como distribuição de recursos de poder entre outros Estados), bem como variáveis cognitivas (como a percepção e percepção equivocada de pressões sistêmicas, as intenções ou ameaças de outros Estados) e váriaveis domésticas (como as instituições do Estado, as elites e os atores sociais dentro da sociedade), que afetam o poder e a liberdade de ação dos tomadores de decisão na política externa. Enquanto mantém o fiel conceito neorrealista de equilíbrio de poder, o realismo neoclássico ainda acrescenta que os Estados "desconfiam e são incapazes de perceber as intenções de outros Estados", incapacidade de mobilizar o poder do Estado, e o apoio público pode resultar em subexpansão ou comportamento em equilíbrio, levando à desiquilíbrios no sistema internacional, a ascensão e queda de grandes potências, e a guerra:
- Equilíbrio adequado ocorre quando um Estado corretamente percebe as intenções do outro Estado e os resultados em conformidade.
- Equilíbrio inadequado ou sobrecarregado ocorre quando um Estado incorretamente percebe o outro Estado como uma ameaça, e utiliza muitos recursos para equilibrar. Isto provoca um desiquilíbrio.
- Underbalancing ocorre quando um Estado percebe incorretamente o outro Estado como uma ameaça, e utiliza muitos recursos para estabelecer um equilíbrio. Isto provoca um desequilíbrio.
- Nonbalancing ocorre quando um Estado atinge o equilíbrio e evita "passar a bola" ou aliança como formas de fuga. Um Estado pode optar por fazer isso por uma série de razões, inclusive uma incapacidade de equilíbrio.[1]

## Pessoas
Alguns que são considerados realistas neoclássicos:
- William Wohlforth (1993)
- Thomas Christensen (1996)
- Alastair J. H. Murray (1997)
- Gideon Rose (1998)
- Randall Schweller (1998)
- Fareed Zakaria (1998)
- Asle Toje (2010)